# William Young (1724–1788)
Pour les articles homonymes, voir William Young et Young.

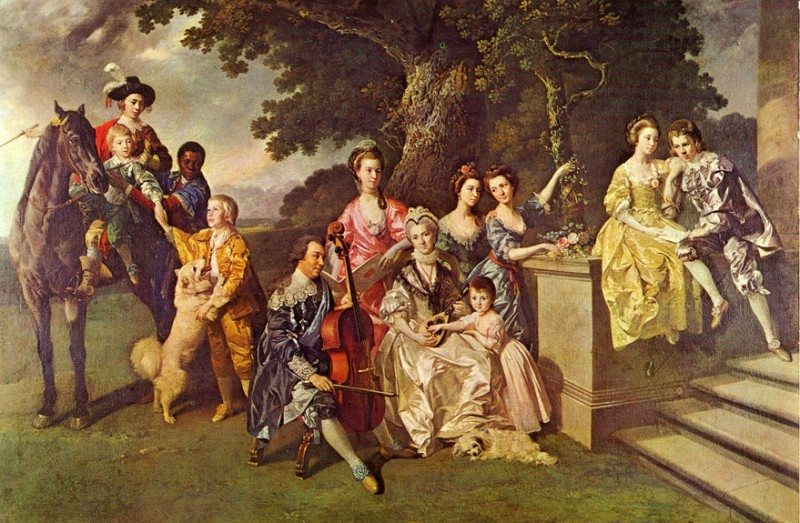
Portrait familial

William Young, né en 1724 ou 1725, mort en 1788, est un homme politique britannique ; il préside la Commission for the Sale of Lands in the Ceded Islands, est le premier gouverneur colonial de Dominique en 1770 et de Grenade en 1776. Il est également membre de la Royal Society. Propriétaire agricole, il dispose de plantations de canne à sucre et exploite plusieurs centaines d'esclaves.

## Biographie

### Jeunesse
William Young est né à Antigua en 1724 ou 1725. Son père, le Dr William Young, fuit l'Écosse par suite du soulèvement jacobite de 1715.
Il est élu membre de la Royal Society en 1748. À ce moment, il vivait à Chalton, près de Canterbury.

### Carrière politique
Au début de 1764, le premier ministre George Grenville le nomme président de la Commission for the Sale of Lands in the Ceded Islands.
À la fin de la même année, William navigue vers la Barbade, quittant les siens jusqu'en 1773. L'artiste Agostino Brunias voyage avec lui et rend compte, par la peinture, de la progression du travail de la commission. Young dresse une liste de ces voyages de fonction : 110 voyages of a like nature performed in the course of nine years amongst the ceded islands on the service of the Commission for the sale of lands (110 voyages de même nature effectués lors d'un périple de neuf ans dans les « îles cédées » au service de la Commission pour la vente des terrains).
En 1768, il est nommé lieutenant-gouverneur de Dominique et est choisi comme premier gouverneur du nouveau gouvernement. Un an plus tard, il est nommé baronnet, titre de noblesse héréditaire ne faisant pas partie de la pairie, et le titre de baronet de North Dean est créé pour l'occasion. Il prête serment le 17 novembre 1770 et, la même année, construit le principal fort militaire de Dominique à Roseau, le fort Young (en) (qui est aujourd'hui un hôtel) et, à côté, sa résidence.
Lorsqu'éclate la guerre des Caraïbes, il quitte en hâte la Dominique en 1772 pour rejoindre Saint-Vincent afin d'apporter son aide et d'y protéger ses domaines.

### Carrière artistique
Il tient un journal intime et illustre des œuvres sur les Caraïbes. Il engage cependant le peintre italien Brunias pour qu'il peigne pour lui les insulaires et les relations entre les colons et autochtones au cours de ses voyages dans les îles,.
Il est l'auteur des Considerations which may tend to promote the settlement of our new West-India colonies: by encouraging individuals to embark in the undertaking en 1764.

### Vie personnelle
William Young a plusieurs enfants de sa seconde femme, Elizabeth (1729-1801), dont Sarah Elizabeth, William, Portia, Elizabeth, Mary, Henry, John, et Olivia. Le peintre Johan Joseph Zoffany réalise le portrait de la famille, composée de onze membres, The Family of Sir William Young, Baronet. Son fils aîné, William (en) (1749-1815), est gouverneur de Tobago.
Pendant son travail à la Commission, William achète certaines des meilleures parcelles immobilières d'Antigua, de Saint-Vincent et de Tobago. À sa mort, son patrimoine s'élève à quatre plantations, et après avoir contracté une grosse dette, il laisse à son fils William quelque 110 000 livres, pour la rembourser.

## Position sur l'esclavage
William Young se portera à la défense de l'esclavage à la Chambre des communes.
Propriétaire terrien, exploitant de quatre plantations de canne à sucre, il lègue 869 esclaves africains à sa mort.

## Postérité
L'île Young dans les Grenadines porte son nom.